# Dez Tribos Perdidas

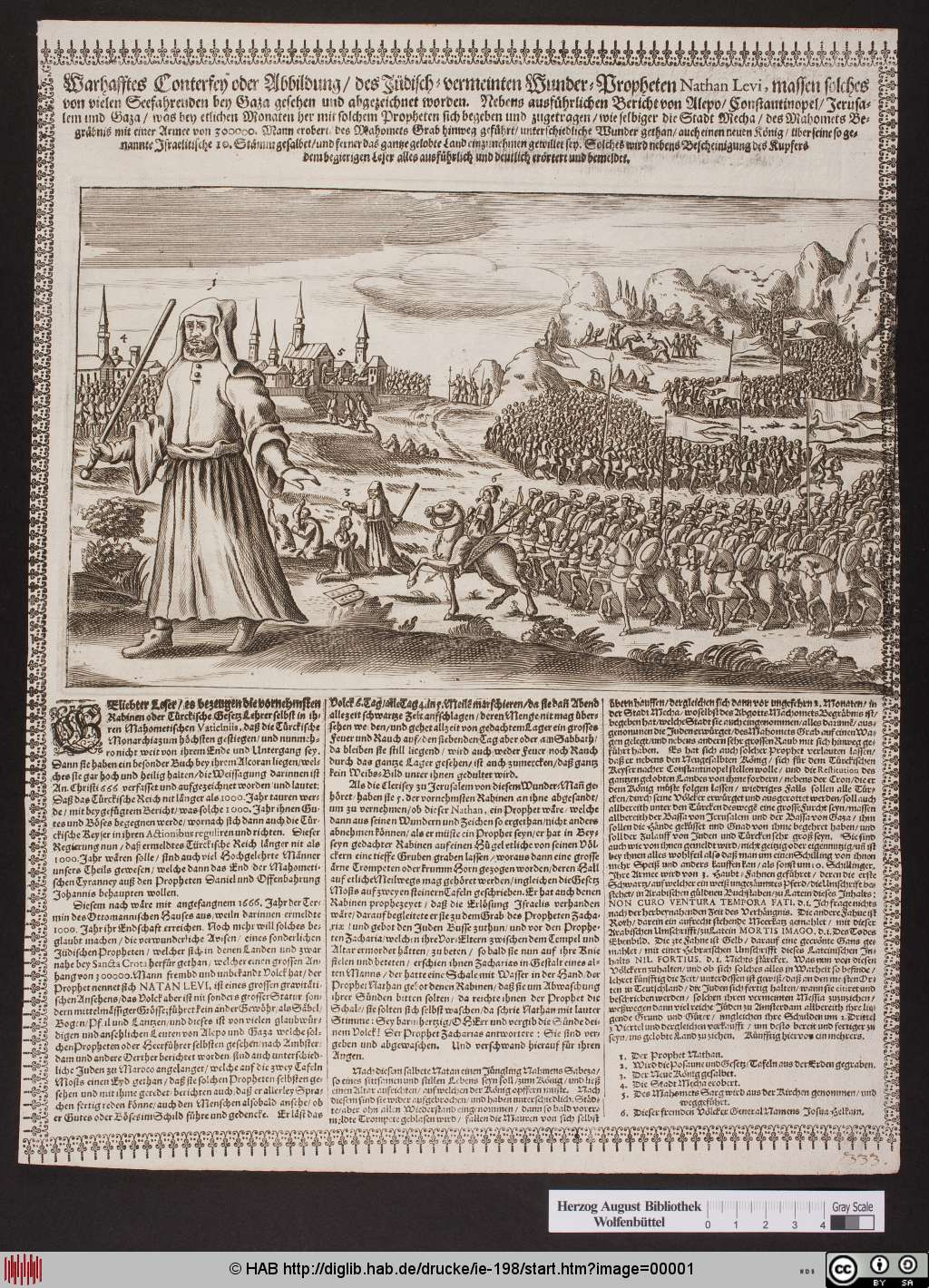
O profeta Natã liderando o exército das dez tribos

O termo Dez Tribos Perdidas de Israel se refere às tribos da antiga Israel que formavam o Reino de Israel, e desapareceram dos relatos bíblicos depois da destruição deste reino, por volta de 720 a.C., pelos assírios. Diversos grupos étnicos têm tradições a respeito da existência contínua e secreta ou de um retorno futuro destas tribos.